# Enrico Galluppi
Enrico Galluppi (Roma, 13 dicembre 1849 – Roma, 3 febbraio 1915) è stato un politico, avvocato docente universitario italiano.

## Biografia
Avvocato nonché professore universitario, tenne la cattedra di procedura civile e ordinamento giudiziario alla La Sapienza di Roma, dal 1897 al 14 dicembre del 1899, quando si dimise (la cattedra vacante fu quindi assegnata a Lodovico Mortara ) per entrare nel Consiglio di Stato.
Fu assessore del Comune di Roma, e alla fine del 1899, alla morte del sindaco Emanuele Ruspoli, fece le funzioni di Sindaco.
Viene poi eletto nelle elezioni suppletive del 6 gennaio del 1901 nel collegio di Civitavecchia alla XXI legislatura della Camera del Regno d'Italia e a quelle successive per la XXII legislatura.

## Opere
- Istituzioni di diritto commerciale, I, Fratelli Bocca, 1873.